# Symplocos argenna
Symplocos argenna är en tvåhjärtbladig växtart som beskrevs av August Brand. Symplocos argenna ingår i släktet Symplocos och familjen Symplocaceae. Inga underarter finns listade i Catalogue of Life.